# (3184) Raab
(3184) Raab (1949 QC) – planetoida z pasa głównego asteroid okrążająca Słońce w ciągu 4,36 lat w średniej odległości 2,67 au. Odkryta 22 sierpnia 1949 roku.